# Birky (Kamin-Kaschyrskyj)
Birky (ukrainisch Бірки; russisch Борки Borki, polnisch Borki) ist ein Dorf im Nordosten der ukrainischen Oblast Wolyn mit etwa 1500 Einwohnern (2015).
Das erstmals 1662 schriftlich erwähnte Dorf liegt am Ufer des Zyr (Цир), einem 57 km langen, rechten Nebenfluss des Prypjat, 25 km westlich vom ehemaligen Rajonzentrum Ljubeschiw und 155 km nördlich vom Oblastzentrum Luzk.
Am 10. August 2017 wurde das Dorf ein Teil der neugegründeten Siedlungsgemeinde Ljubeschiw (Любешівська селищна громада/Ljubeschiwska selyschtschna hromada), bis dahin bildete das Dorf zusammen mit dem Dorf Wytule (Витуле, ⊙) mit etwa 310 Einwohnern die gleichnamige 62,4 km² große Landratsgemeinde Birky (Бірківська сільська рада/Birkiwska silska rada) im Westen des Rajons Ljubeschiw.
Am 17. Juli 2020 wurde der Ort Teil des Rajons Kamin-Kaschyrskyj.
Durch das Dorf verläuft die Territorialstraße T–03–08.